# ۸۱۶ (قمری)
۸۱۶ (قمری)، هشتصد و شانزدهمین سال در گاهشماری هجری قمری است. اول محرم این سال برابر با دوازدهم آوریل سال ۱۴۱۳ میلادی است.

## وابسته
- سید شریف گرگانی